# Pornografie

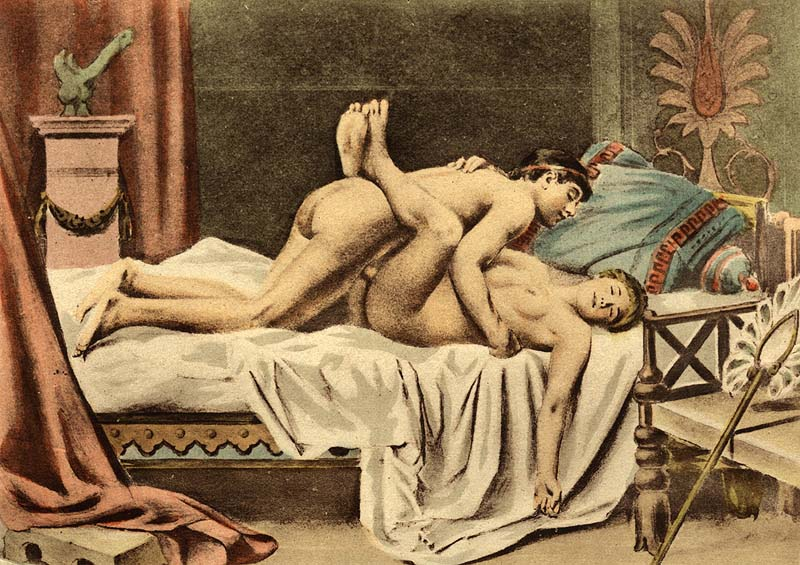
Pictură de Édouard-Henri Avril

Pornografie este un termen care desemnează o lucrare de artă, precum o scriere, un desen, o gravură, o sculptură, o fotografie sau un film, care prezintă scene explicite de act sexual special destinate a fi prezentate publicului cu scopul excitării și satisfacerii sexuale prin masturbare sau contact sexual.
În funcție de prevederile ei, pornografia se poate împărți în: pornografie hardcore (atunci când între actori se realizează penetrarea) sau pornografie softcore (definită prin lipsa vizuală a penetrării sexuale). Pornografia softcore conține în mod obișnuit actori nud sau seminud implicați în scene de erotism, fiind forma de artă care are o componentă erotică, dar este mai puțin grafică și intruzivă din punct de vedere sexual decât pornografia hardcore, definită de lipsa prezenței organelor genitale ale artiștilor implicați.

## Etimologie
Cuvântul pornografie derivă din limba greacă πορνογράφος / pornografos având înțelesul de a scrie despre prostituate, fiind la rândul său compus din πόρνη /pórnê, cu înțelesul de prostituată și γράφω /gráfô, cu înțelesul de  a picta, a scrie, a descrie. Cuvântul grec πόρνη /pórnê la rândul său provine dintr-un cuvânt Indo-European cu înțelesul a vinde, făcând referire directă la faptul că prostituatele își pun în vânzare trupul lor.

## Istoric

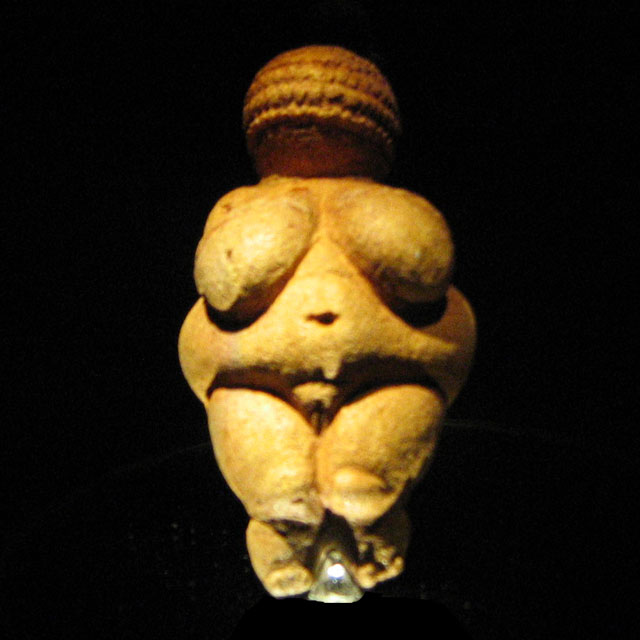
Venus din Willendorf

În timpuri preistorice se desenau sau se făceau statui cu caracteristice sexuale exagerate: sâni enormi precum Venus din paleolitic sau membre proeminente. Dar în acea epocă intenția acestor reprezentări nu era să excite sexual, ci să ceară fertilitate și recolte bune.

În India există temple hinduse clădite cu mai mult de 2500 de ani în urmă, care au cu decorațiuni în relief sau sculpturi ce arată perechi în momentul copulării. În China s-au descoperit desene și gravuri din epoca dinastiei Chin cu reprezentări din actul sexual. În ruinele cetăților grecești s-au găsit căni cu desene de perechi în momentul actului sexual. S-au găsit de la căni până la ziduri și texte cu o clară intenție erotică. 

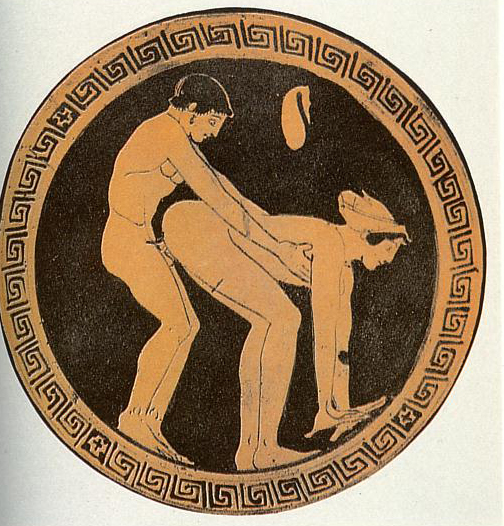
Farfurie din Grecia Antică

Ruinele cetății Pompei, în sudul Italiei, îngropată de o erupție vulcanică din anul 79 după Hristos, sunt ca o capsulă a timpului, care a permis contemporanilor să afla cum se distrau romanii. Resturile principalului bordel al orașului arată numeroase scene de sex. 
Apariția creștinismului a transformat manifestările grafice ale sexualității într-un tabu, dar fără ca acestea să dispară cu totul. Ele au reapărut în timpul Renașterii sub o formă deschisă sau disimulată. Sculptura pe care a făcut-o Bernini reprezentând-o pe Tereza de Ávila o înfățișează pe aceasta într-o poziție pe care mulți o interpretează ca un extaz orgasmic. În concret, extazul mistic se consideră echivalentul spiritual al orgasmului fizic. 
Pornografia, așa cum este cunoscută în ziua de azi, a apărut o dată cu apariția fotografiei. După puțini ani după ce Daguerre a inventat dagherotipia se făceau deja primele fotografii de nuduri și primele fotografii de perechi în momentul actului sexual. În Marea Britanie există o fotografie făcută în jurul anului 1890 care arată o femeie făcând felație unui bărbat, ceea ce ar fi prima fotografie pornografică dintr-o țară anglo-saxonă. Inventarea cinematografului a mărit producerea pornografiei, mai ales după al Doilea Război Mondial în Statele Unitele așa-numita revoluție sexuală a anilor 60 a permis ca tema sexualității să se discute mai deschis. O consecință indirectă a acestor schimbări sociale a fost creșterea producției grafice a materialului cu conținut erotic.

## Impact social
Liberalizarea pornografiei nu a dus la creșterea numărului de violuri la suta de mii de locuitori, ci dimpotrivă, rata violurilor a scăzut după liberalizarea pornografiei.
Majoritatea bărbaților din SUA sunt consumatori de porno (o dată pe lună sau mai des). Conform The Huffington Post, 70% dintre bărbați și 30% dintre femei se uită la porno. Foarte probabil, majoritatea populației SUA între 18 și 35 ani folosește porno cel puțin o dată pe săptămână. Conform unui studiu din 2023, „majoritatea bărbaților și o pluralitate substanțială dintre femei folosesc pornografie”.
Conform unui studiu din 2002, majoritatea populației Norvegiei folosește pornografie.
Rothman a declarat în 2021: „Cu alte cuvinte, cinci studii au constatat că autorii infracțiunilor de violență sexuală au văzut mai puțină pornografie decât restul infractorilor”. Ea a adăugat „Ar trebui aceste câteva « mere stricate » să strice plăcerea unui subgrup potențial mult mai mare de oameni care se bucură de pornografia cu aspect violent, dar fără efecte negative?”
Cifre din Olanda din 2023: tinerii au privit porno în precedentele șase luni între 65% (13-15 ani) și 96% (22-24 ani), iar tinerele între 22% (13-15 ani) și 75% (22-24 ani).
75% dintre bărbații creștini și 40% dintre femeile creștine folosesc pornografie cel puțin sporadic, conform unui studiu al Barna Group din 2024.

## Argumente conservatoare
Argumente conservatoare susținând cenzurarea materialelor de tip pornografic s-au asociat cu ideea că pornografia este „un material cu conținut explicit sexual, menit a trezi în consumatori un ecou sexual care este dăunător într-un anumit fel”.
Lyman Stone scriind pentru revista evanghelică Christianity Today⁠(en)[traduceți] a declarat că „Bărbații protestanți care merg des la biserică sunt practic singurii bărbați din SUA care rezistă față de norma culturală de a folosi pornografie în mod frecvent.”

## Viziunea liberală
Viziunea liberală asupra pornografiei se bazează pe argumentele unor gânditori precum John Stuart Mill, care susținea că cenzura în general este un pericol la adresa libertății de exprimare a indivizilor. Aceste argumente au fost aplicate în problema cenzurării pornografiei din secolul al XX-lea. Liberalii consideră că pericolul cenzurării constă în dificultatea de a formula o definiție exactă a pornografiei, ceea ce ar duce la o pantă alunecoasă în ceea ce privește interzicerea diferitelor materiale.

## Liberalism și feminism
Dezbaterea actuală se desfășoară între mișcarea liberală și o anumită parte din cea feministă, unele feministe considerând că pornografia este un afront adus demnității unei femei și că ar trebui interzisă prin lege pe baza faptului că pornografia mainstream are scopul satisfacerii plăcerii sexuale masculine practic exclusiv prin scene de penetrare vaginală și anală a femeilor de către bărbați și efectuarea sexului oral de femei bărbaților. Aceasta induce bărbaților care vizionează acest tip de pornografie ideea că femeile sunt sclavele sexuale ale bărbaților, aceștia fiind văzuți ca exploatatori și asupritori de feminismul radical.
Există și feministe care sunt de acord cu pornografia, cum sunt Betty Friedan, Kate Millett, Karen DeCrow, Wendy Kaminer și Jamaica Kincaid.

## Aspecte medicale
Adicția de pornografie nu este o tulburare recunoscută. DSM-5 nu recunoaște nicio adicție, acestea fiind înlocuite de tulburări de control al impulsului. DSM-5 nu admite că a consuma pornografie ar fi o problemă de sănătate.
ICD-11 admite existența tulburării de comportament sexual compulsiv (CSBD) dar nu folosește modelul adicției. OMS nu recunoaște diagnosticul de adicție sexuală.
Potrivit lui Gunter de Win, un profesor universitar belgian și cercetător al sexualității, referitor la disfuncția erectilă presupus indusă de pornografie (PIED): „Pur și simplu, respondenții care urmăresc 60 de minute pe săptămână și cred că sunt dependenți au fost mai predispuși să raporteze disfuncții sexuale decât persoanele fără astfel de griji care privesc 160 minute săptămânal.”
Autorii unui manual universitar introductiv de psihologie Coon, Mitterer și Martini, menționând în treacăt NoFap, discută de pornografie drept „stimul supranormal”, dar folosesc modelul compulsiei și nu pe cel al adicției. The Daily Dot și Der Spiegel au făcut legături între NoFap, inceli, asasinate recente din SUA și cuib de dezvoltare a terorismului autohton. Grupări creștine de extrema dreaptă cu ideologie de naționalism alb și neonazism au trimis amenințări cu moartea managerilor Pornhub și actrițelor porno, asociindu-se cu grupări contra traficului de exploatare sexuală și contra pornografiei.
Ortodoxia medicală atribuie suferințele utilizatorilor de NoFap unor tulburări mentale, dar aceste tulburări nu sunt produse de PMO (porno, masturbare, orgasm). Prause și Binnie observă că forumurile NoFap sunt supraîncărcate cu teorii conspirative care urmăresc să combată această realitate din lumea cunoașterii medico-științifice.
Conform profesoarei universitare E.T.M. Laan⁠(nl)[traduceți], sexolog de la Centrul Medical Academic din Amsterdam, de obicei dreapta religioasă americană este cea care susține existența adicției de pornografie și a problemelor de sănătate produse de a privi porno, iar astfel de susțineri sunt rare (neobișnuite) din partea sexologilor.
Majoritatea covârșitoare a tuturor site-urilor web și canalelor YouTube dedicate propagandei anti-masturbare și anti-dependență de porno, inclusiv canalele și site-urile web care susțin NoFap, sunt, potrivit mai multor surse, deținute de fundamentaliști religioși de extremă dreaptă și inerantiști biblici conservatori și sunt, de asemenea, în întregime de natură politică.
Psihologii, medicii și oamenii de științe sociale au observat că obsesia tradițională creștină de a combate activitățile sexuale, inclusiv masturbarea, este nesănătoasă și problematică la nivel mental, fiind bazată pe idei antice depreciative despre statutul sexualității și ignorarea fiziologicului, iar acest lucru este valabil și pentru activismul secular al anti-pornografiei și anti-masturbării, inclusiv al legislativelor din 16 state din SUA care au declarat că pornografia este o „criză de sănătate publică”.
Asociația Americană de Psihiatrie⁠(en)[traduceți] respinsese deja, înainte de momentul respectiv, o astfel de panică morală („truc publicitar politic”) în DSM-5 (din anul 2013), iar DSM-5-TR a fost lansat în martie 2022 și a revizuit semnificativ caracteristicle diagnostice pentru tulburările legate de sex și gen. DSM-5-TR nu recunoaște diagnosticul de adicție/compulsie sexuală.
ICD-11 a adăugat pornografia la CSBD. Aceasta este însă o tulburare de control al impulsurilor, nu o tulburare adictivă. Se argumentează că diagnosticul de CSBD nu este bazat pe cercertări ale sexualității. Deoarece adicția sexuală/de porno este un diagnostic contestat, Gola și Kraus (2021) au găsit că OMS a ajuns la un „compromis bun” prin a considera CSBD drept tulburare de control al impulsurilor.
Nici ICD-10, nici ICD-11 nu recunosc adicția sexuală sau adicția de porno drept diagnostice valabile.
Cu toate acestea, dependența de pornografie nu este considerată în prezent o afecțiune diagnosticabilă conform DSM. De asemenea, alternativele la DSM, cum ar fi ICD-11, nu au aderat la modelul de dependență pentru pornografie, deși acesta recunoaște că oamenii pot deveni compulsivi cu privire la utilizarea acesteia.— Rothman 2021, p. 103.
Rothman a afirmat „Comunitatea profesioniștilor de medicină publică nu se află în spatele recentului efort de a declara pornografia drept criză de sănătate publică.” Alți savanți sunt de acord că pornografia nu poate constitui o criză de sănătate publică. Ideile pe care se bazează „criza” au fost descrise drept pseudoștiințifice.
Wright și Herbenick (2022) sugerează că bărbații albi (drept subiecți de cercetare) sunt aproape în întregime responsabili pentru deprecierea statistică a satisfacției de cuplu datorată folosirii de pornografie. Femeile în general și bărbații de alte rase nu au această problemă.
Corelațiile dintre utilizarea pornografiei și măsurătorile de degradare a satisfacției relaționale sunt mici. Deși „cu excepția unei singure excepții neclare, utilizarea pornografiei nu a fost niciodată asociată pozitiv cu calitatea relației”, acesta cu siguranță nu este un impact major. Adică explică 4% din variația generală și 6,76% din variația doar pentru bărbați. Corelația dintre utilizarea pornografiei și experimentarea violenței în cadrul relației explică 0,01% din variație doar pentru bărbați și 0,04% în general.
Nu există motive pentru a considera că pornografia este o cauză a violurilor.
O mare parte din cercetările relevante pe care le-am identificat cu privire la relația dintre consumul de pornografie și aspectele dezvoltării sexuale sănătoase au interpretat greșit corelația drept cauzalitate. [...] O mare parte din cercetarea pornografiei a fost normativă; a presupus că singura formă sănătoasă de sexualitate este sexul obișnuit (adică nu picant) între parteneri monogami aflați într-un cuplu din motive dincolo de simpla plăcere.— McKee, Litsou, Byron și Ingham (2022)
„Cercetările anterioare au documentat conexiuni între utilizarea de media și violența împotriva femeilor” [...] După ce a citit această carte, cititorul va înțelege că datele reale nu susțin afirmațiile atât de sigure asupra unei relații cauzale (vezi Stanley et al. 2018 pentru o relatare mai nuanțată a literaturii științifice).— McKee, Litsou, Byron și Ingham (2022)
McKee, Litsou, Byron și Ingham au dubii serioase asupra modelului de adicție de pornografie și sugerează că mai degrabă ar trebui blamată pentru asta rușinea sexuală și nu pornografia.
Potrivit unui studiu din 2022 în rândul studenților germani la medicină, „Studenții de sex masculin care nu au avut o boală cu transmitere sexuală (82,9%) și nu și-au înșelat partenerul (68,0%) au consumat pornografie mai des”. Studiul concluzionează că „rezultatele acestei analize arată: consumul de materiale pornografice este foarte frecvent în rândul tinerilor studenți germani la medicină” (se referă la ambele sexe).
Dependența de pornografie este un concept controversat, deoarece pare a fi „în mare parte motivat din punct de vedere moral, ideologic și politic”. Deși este o „teorie drăguță”, suportul empiric pentru aceasta lipsește în mare măsură, iar „industria [tratării] dependenței de porno/sex se bazează pe valori morale conservatoare în jurul sexualității care se amestecă în practica clinică”.
Julie Sale a declarat „Nimeni nu respinge faptul că clienții accesează terapie pentru ajutor cu comportamente sexuale asupra cărora simt că nu au control. Problema este modul în care aceste experiențe ale clienților sunt conceptualizate și modul în care formularea clinică determină tratamentul”.
Tratate medico-psihologice multiple și alte surse reputate arată faptul că terapia pentru adicție sexuală aplicată homosexualilor reprezintă în multe cazuri terapie de conversie. Terapia de conversie este ilegală în mai multe țări, plus diferite state ale SUA. Ea poate constitui abuz asupra minorilor.
Chiar și oamenii de știință care găsesc o problemă cu consumul excesiv de pornografie afirmă: consumul moderat de pornografie este sănătos.
Utilizatorii de pornografie sunt mai activi sexual (sex real în viața reală) decât restul populației.
Poziția Societății Americane de Medicină a Adicțiilor (ASAM) este că dependența sexuală nu este un diagnostic recunoscut.
Merită să ne gândim dacă aparenta epidemie de dependenți de pornografie autodiagnosticați care caută ajutor astăzi reprezintă probabil adoptarea rapidă a unei modalități relativ noi de a descrie comportamentul problematic al cuiva și nu dezvoltarea unei entități patologice moderne a cărei descriere ar trebui să dicteze tratamentul acesteia.— Kris Taylor (2019), Nozologie și metaforă: Cum înțeleg spectatorii de pornografie dependența de pornografie

### Cu privire la copii (adolescenți)
Deși există o anumită literatură cu privire la formele tradiționale de mass-media (de exemplu, televiziune, radio, reviste), cercetarea empirică care examinează impactul expunerii la materiale sexuale non-violente asupra copiilor este extrem de limitată.— Thornburgh și Lin, National Academy of Sciences (2002), Youth, Pornography, and the Internet
Peter și Valkenburg, trecând în revistă douăzeci de ani de cercetări, au ajuns la concluzia că cercetările sugerează un efect al pornografiei asupra creierului minorilor, dar rămâne doar o sugestie și nu este un fapt științific.
Presupusele efecte negative ale vizionării pornografiei de către copii/adolescenți au rămas nedovedite. Rolul pe care vizionarea de pornografie îl joacă în dezvoltarea copiilor și tinerilor este necunoscut, datorită lipsei de cercetări empirice pe tema asta. Există probleme etice majore cu a face astfel de cercetări. Deoarece astfel de probleme sunt un obstacol redutabil, probabil că aceste cercetări nu vor fi permise, deci nu vom ști niciodată. Rory Reid (UCLA) a declarat „Universitățile nu vor ca numele lor să apară pe prima pagină a ziarelor legat de un studiu neetic care expune minorii la porno.”
Majoritatea studiilor din acest domeniu sunt anchete transversale de calitate scăzută.— Marks, Murray & Estacio 2018, p. 229.
Teza de doctorat (2020) a lui Marleen J.E. Katayama-Klaassen, de la Universitatea din Amsterdam, a constatat o corelație scăzută între atitudinile sexuale și consumul de pornografie și nu a putut demonstra cauzalitatea.
O analiză din 2020 a recenziilor despre relația dintre sexting și utilizarea pornografiei nu a putut demonstra cauzalitatea, în timp ce corelațiile au fost adesea complicate.
O analiză din 2021 care a compilat dovezi din alte surse empirice, cum ar fi sondajele, a constatat că reprezentările femeilor în pornografie pot determina băieții adolescenți să considere femeile în principal ca obiecte sexuale, cu probabile repercusiuni asupra egalității de gen. Cu toate acestea, recenzia nu susține nicăieri că a demonstrat o relație cauzală între vizionarea pornografiei mainstream și perspectivele care promovează inegalitatea de gen. În plus, nu se specifică nicăieri dacă corelația găsită este mare sau mică și nici nu sunt furnizate cifre pentru aceasta.
Nu se pot trage concluzii definitive cu privire la sexul neprotejat sau plătit, dar sarcinile în adolescență și bolile cu transmitere sexuală au fost asociate cu utilizarea pornografiei (trecerea în revistă afirmă textual că „nu s-a putut face o inferență cauzală”).
Sondajele transversale repetate nu au găsit asocieri consistente de-a lungul anilor între sănătatea mintală precară și vizionarea vreodată de pornografie sau frecvența de vizionare a pornografiei.— Svedin et. al. (2023)
Svedin et. al. au constatat că un consum moderat de pornografie este asociat cu o sănătate mintală bună la băieți, în timp ce ambele extreme (prea mult sau prea puțin) stau mai prost sub acest aspect. Vizionarea pornografiei deviante (non-mainstream) a fost asociată cu o sănătate mintală mai proastă la băieți, dar fetele nu au fost afectate.
O analiză din 2023 a constatat că adolescenții consideră vizionarea pornografiei o parte normală a vieții, dar, în același timp, ar putea dezvolta opinii nerealiste despre sexualitate din cauza acesteia.
O trecere în revistă sistematică din 2025 privind utilizarea pornografiei de către adolescenți spune FRIN⁠(en)[traduceți] (adică necesită studii ulterioare). Adică, dovezile existente au o utilitate redusă în psihiatrie (destul de neconcludente pentru un diagnostic). Studiul a descris dovezile ca fiind eterogene și limitate.
Un studiu de politici publice din 2025, inclusiv despre adolescenți care utilizează materiale pornografice, spune că „Dovezile care să susțină aceste afirmații rămân preliminare” (o relație cauzală nu poate fi afirmată). Adică, dovezile existente nu susțin pozițiile politicilor publice cu privire la modul în care adolescenții utilizează media. Cu toate acestea, studiul nu s-a concentrat pe utilizarea pornografiei și a menționat-o doar în treacăt.

## Industria pornografică

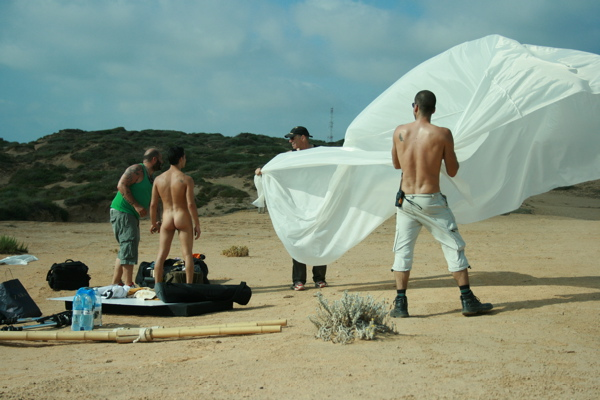
Turnarea unui film porno

Conform datelor din anul 2011, din totalitatea site-urilor care există pe internet, 12% par să fie cu caracter pornografic.
În fiecare secundă, aproape 30.000 de utilizatori se uită la imagini cu caracter pornografic pe internet.
În Statele Unite, există 40 de milioane de utilizatori care consumă cu regularitate conținut pornografic, iar ca venituri, un dolar din doi generat de industrie este cheltuit de un american.
Unul din 3 americani care se uită la imagini porno este femeie.
Veniturile nete ale companiei ponografice Aylo au fost estimate la 347,4 milioane USD. Spre deosebire, compania de țigări Philip Morris International are venituri nete de 30,7 miliarde USD.

### Cenzură și autocenzură
Deoarece industria pornografică depinde în mod substanțial de plățile prin carduri de credit, companiile Visa și MasterCard controlează în mod substanțial ce este permis și ce nu este permis în materie de pornografie pe internet. Deoarece regulile acestor companii cu privire la pornografie sunt sumare și nu foarte clare, compania Mobius Pay funcționează de facto drept autoritatea care interpretează și lămurește aceste reguli pentru studiourile care produc pornografie, compilând o listă mereu adusă la zi cu ce este permis și ce nu este permis în materie de pornografie. Sigur, aceste restricții se referă doar la pornografia comercială legală produsă pentru și comercializată de marile companii precum MindGeek. Studiourile se autocenzurează pe anumite teme, deși nu există restricții legislative cu privire la aceste teme, de exemplu evită tema incestului, chiar dacă în realitate incestul ar fi fictiv, deci nu ar încălca nicio lege.